# Eleição municipal de Balneário Camboriú em 1996
A eleição municipal de Balneário Camboriú em 1996 ocorreu em 3 de outubro de 1996. O prefeito titular era Luis Vilmar de Castro do PDT. Leonel Pavan do PDT elegeu-se prefeito em turno único, derrotando José Roberto Sposito do PFL.

## Candidatos
|  | Nº | Candidato(a) a prefeito | Candidato(a) a prefeito                               | Candidato(a) a vice-prefeito | Candidato(a) a vice-prefeito        | Coligação |
|  | -- | ----------------------- | ----------------------------------------------------- | ---------------------------- | ----------------------------------- | --- |
|  | 12 |                         | Leonel Pavan (PDT) Leonel Arcangelo Pavan             |                              | Rubens Spernau (PDT) Rubens Spernau | Juntos na retomada do Progresso - Partido Democrático Trabalhista (PDT) - Partido Verde (PV) - Partido do Movimento Democrático Brasileiro (PMDB) - Partido da Social Democracia Brasileira (PSDB) - Partido Popular Socialista (PPS) - Partido Comunista do Brasil (PCdoB) |
|  | 25 |                         | José Roberto Sposito (PFL) José Roberto Sposito       |                              | n/d (PPB)                           | Viva Balneário Camburiú - Partido da Frente Liberal (PFL) - Partido Progressista Brasileiro (PPB) - Partido Social Democrático (PSD) - Partido da Reconstrução Nacional (PRN) - Partido Trabalhista Brasileiro (PTB) - Partido Trabalhista Nacional (PTN) - Partido Renovador Trabalhista Brasileiro (PRTB) - Partido da Social Democrata Cristão (PSDC) - Partido Liberal (PL) - Partido de Reedificação da Ordem Nacional (PRONA) - Partido Social Liberal (PSL) |
|  | 13 |                         | Alcides Maciel Soares (PT) Alcides Maciel Soares      |                              | n/d (PT)                            | Sem nome conhecido - Partido dos Trabalhadores (PT) - Partido da Mobilização Nacional (PMN) - Partido Comunista Brasileiro (PCB) |
|  | 20 |                         | Carlos Alberto Machado (PSC) Carlos Alberto Machado   |                              | n/d (PST)                           | Sem nome conhecido - Partido Social Cristão (PSC) - Partido Social Trabalhista (PST) - Partido dos Aposentados da Nação (PAN) - Partido Trabalhista do Brasil (PTdoB) |
|  | 40 |                         | Tomas Irineu da Luz (PSB) Tomas Irineu da Luz Pereira |                              | n/d (PSB)                           | Sem coligação - Partido Socialista Brasileiro (PSB) |

## Resultado da eleição para prefeito
| 1º Turno 3 de outubro de 1996 | 1º Turno 3 de outubro de 1996 | 1º Turno 3 de outubro de 1996 | 1º Turno 3 de outubro de 1996 |
| Candidato(a)                  | Vice                          | Votação                       | Votação                       |
| Candidato(a)                  | Vice                          | Total                         | Porcentagem                   |
| ----------------------------- | ----------------------------- | ----------------------------- | ----------------------------- |
| Leonel Pavan (PDT)            | Rudis Cabral (PPB)            | 15.472                        | 54,94%                        |
| José Roberto Sposito (PFL)    | n/d                           | 11.761                        | 41,76%                        |
| Alcides Maciel Soares (PT)    | n/d (PT)                      | 544                           | 1,93%                         |
| Carlos Alberto Machado (PSC)  | n/d (PST)                     | 285                           | 1,01%                         |
| Tomas Irineu da Luz (PSB)     | n/d (PSB)                     | 96                            | 0,34%                         |
| Total de votos válidos        | Total de votos válidos        | 28.158                        | 100,00%                       |
| Votos apurados                |                               |                               |                               |
| Votos válidos                 | Votos válidos                 | 28.158                        | 94,25%                        |
| Votos em branco               | Votos em branco               | 461                           | 1,54%                         |
| Votos nulos                   | Votos nulos                   | 1.257                         | 4,21%                         |
| Total de votos apurados       | Total de votos apurados       | 29.876                        | 100,00%                       |
| Eleitores                     |                               |                               |                               |
| Comparecimento                | Comparecimento                | 29.876                        | 81,48%                        |
| Abstenções                    | Abstenções                    | 6.791                         | 18,52%                        |
| Total de eleitores            | Total de eleitores            | 36.667                        | 100,00%                       |